# Ітобаал IV
Ітобаал IV (д/н — після 523 до н. е.) — цар Тіра з 531 року до н. е.

## Життєпис
Син царя Хірама III. Ймовірно, ще за часів батька був його співволодарем. Між 533 і 531 роками до н. е. посів трон Тіра. 525 року до н. е. з флотом брав участь у поході перського царя Камбіза II на Єгипет.
В подальшому за легендою був одним з тих, хто дипломатично відмовився брати участь у поході на Карфаген. Помер приблизно наприкінці 520-х або в 510 роках до н. е. Йому спадкував син Хірам IV.